# Ндиай, Хадим
Хади́м Ндиа́й (фр. Khadim Ndiaye; род. 12 апреля 2000, Дакар, Сенегал) — сенегальский футболист, вратарь.

## Клубная карьера
Играл в составе «Аталанты» U19. В её составе сыграл 25 матчей, пропустив 25 мячей. В составе молодёжки стал чемпионом Лиги Примавера сезонов 2018/19 и 2019/20.
В январе 2021 года отправился в аренду в «Вис Пезаро». В Серии C дебютировал в матче 19 тура против клуба «Зюйдтироль».
В январе 2022 года отправился в аренду в болгарский клуб «Царско село». В Первой лиге Болгарии дебютировал 12 марта 2022 года в матче с ЦСКА (София), отыграв на ноль.